# António Leitão Amaro
António Egrejas Leitão Amaro (Guardão, Tondela; 2 de abril de 1980) es un político portugués del Partido Social Demócrata. Se desempeña desde el 2 de abril de 2024 como ministro de la Presidencia. Primero del XXIV gobierno constitucional (2 de abril de 2024 a 5 de junio de 2025) y después del XXV gobierno constitucional (desde el 5 de junio de 2025).

## Biografía
António Leitão Amaro nació el 2 de abril de 1980 en el pueblo de Caramulo, en la freguesia de Guardão, parte del municipio de Tondela en el distrito de Viseo (Portugal).
Es miembro del PSD, a cuya ejecutiva llegó como vicepresidente en 2022. Previamente ha sido diputado de las legislaturas XI, XII y XIII de la Asamblea de la República por el distrito de Viseo.
Tras las elecciones parlamentarias de 2024, ganadas por la Alianza Democrática, coalición liderada por el PSD de Luís Montenegro y que incluía también al Centro Democrático Social, Montenegro propuso a Leitão Amaro como ministro de la Presidencia para el XXIV gobierno constitucional de la Tercera República Portuguesa.
A raíz del escándalo político del Caso Spinumviva que implicaba al propio primer ministro portugués, Luís Montenegro, se disolvió la Asamblea y se convocaron nuevas elecciones parlamentarias que la Alianza Democrática volvió a ganar, rehaciendo un nuevo gabinete (XXV gobierno constitucional) en el que mantuvo la cartera ministerial de la Presidencia del Consejo de Ministros.